# ألبرت كولينز (سياسي)
ألبرت كولينز (بالإنجليزية: Albert Collins)‏ هو سياسي أسترالي، ولد في 11 مارس 1868، وتوفي في 22 يوليو 1956. انتخب عضو الجمعية التشريعية لنيو ساوث ويلز.